# دنی جان-جولز
دنی جان-جولز (به انگلیسی: Danny John-Jules) (زاده ۱۶ سپتامبر ۱۹۶۰) بازیگر ، خواننده ، رقصنده انگلیسی است.
از فیلم‌های معروف او می‌توان به بازی در فیلم تیغه ۲، مرگ در بهشت و افسانه‌های واهی اشاره کرد.